# 루이 16세
루이 16세(프랑스어: Louis XVI, 1754년 8월 23일 ~ 1793년 1월 21일)는 1774년부터 1792년까지 프랑스 왕국을 통치한 부르봉 왕가 출신의 5번째 왕이다. 루이 15세의 손자이며 본명은 루이 오귀스트다. 프랑스 혁명 때 퇴위당하고 단두대에서 처형되었다. 이 일로 말미암아 ‘마지막 루이(Louis le Dernier)’라는 별명이 있다.
절대 왕정의 성공 여부는 군주의 인격과 능력에 많이 좌우되는데 이런 관점에서 보면 성품, 자질, 적성이 맞지않았고 무능하며 정치에 무관심하기까지 했다. 정책에 일관성이 없었고 선대(루이 14와 15세)로부터 물려받은 재정악화에도 불구하고 미국 독립혁명을 지원함으로 프랑스 경제를 파탄일보 직전까지 내몰았다. 1788년 기후악화로 인한 대흉작은 백성들이 끼니를 걱정해야 할 정도로 삶을 피폐하게 만들었고 신분제에 따른 불만등으로 인해 1789년에 프랑스 대혁명이 일어났다.
1791년 9월 3일, 혁명세력에 의해 프랑스가 입헌군주국으로 선포되며 신분이 전제군주에서 입헌군주로 바뀌었고, 1792년 9월 21일에 공화국이 선포되면서 군주제가 폐지되자 신분이 파리시민으로 변경되었다.

## 개요

### 국정
성품이 선량했던 루이 16세는 프랑스 사회를 개혁할 생각을 하고 있었으나, 성격이 우유부단하고 나약하여 의지와 추진력이 부족하였다. 군주로서 결여된 이런 부분은 훗날 닥쳐온 비운의 최대 원인이 되었다. 당시 귀족층의 사치스러운 생활 또한 심각하였다. 튀르고를 등용하여 구제도의 모순 해결, 재정위기를 타개하도록 하였으나, 궁정 및 특권 신분의 저항으로 실패하였다. 이어 네케르를 기용하였으나, 미국 독립혁명에 개입하여 국비를 낭비함으로써 재정은 더욱 곤란해졌다. 이후 칼론, 브리엔을 기용하였으나, 재정은 악화될 뿐 개혁은 특권신분의 반항으로 실현할 수가 없었고, 1788년 삼부회(三部會) 소집을 결정, 재차 네케르를 기용하였다.

### 혁명
1789년 6월 삼부회가 국민의회로 성장하여 입헌왕정에의 움직임이 높아지자, 군대에 의해 의회를 탄압코자 책동하였다가, 이것이 도리어 바스티유 공격을 초래하였고, 시민의 봉기에 굴복하였다. 이후 소위 1789년 체제에 입각한 입헌 왕정에의 움직임에 대하여 자신의 무정견과 왕비 마리앙투아네트를 중심으로 하는 궁정의 압력으로 신체제에 저항하면서도 일보일보 양보하였으며, 한편 미라보, 라파예트, 바르나브 등과 손을 잡고 권력의 회복을 기도하였으나 실패하였다. 1791년 6월 20일 일가와 함께 국외로 도망하려고 하였으나 실패, 입헌 왕정을 기조로 한 1791년의 헌법의 승인을 강요당하게 되었다. 국민공회는 왕을 퇴위시키고 공화국을 선포했고, 루이 16세는 국민공회(國民公會)의 투표결과 반역자로서 1793년 1월 단두대(기요틴 guillotine) 이슬로 사라졌다.

## 어린 시절

### 성장 과정

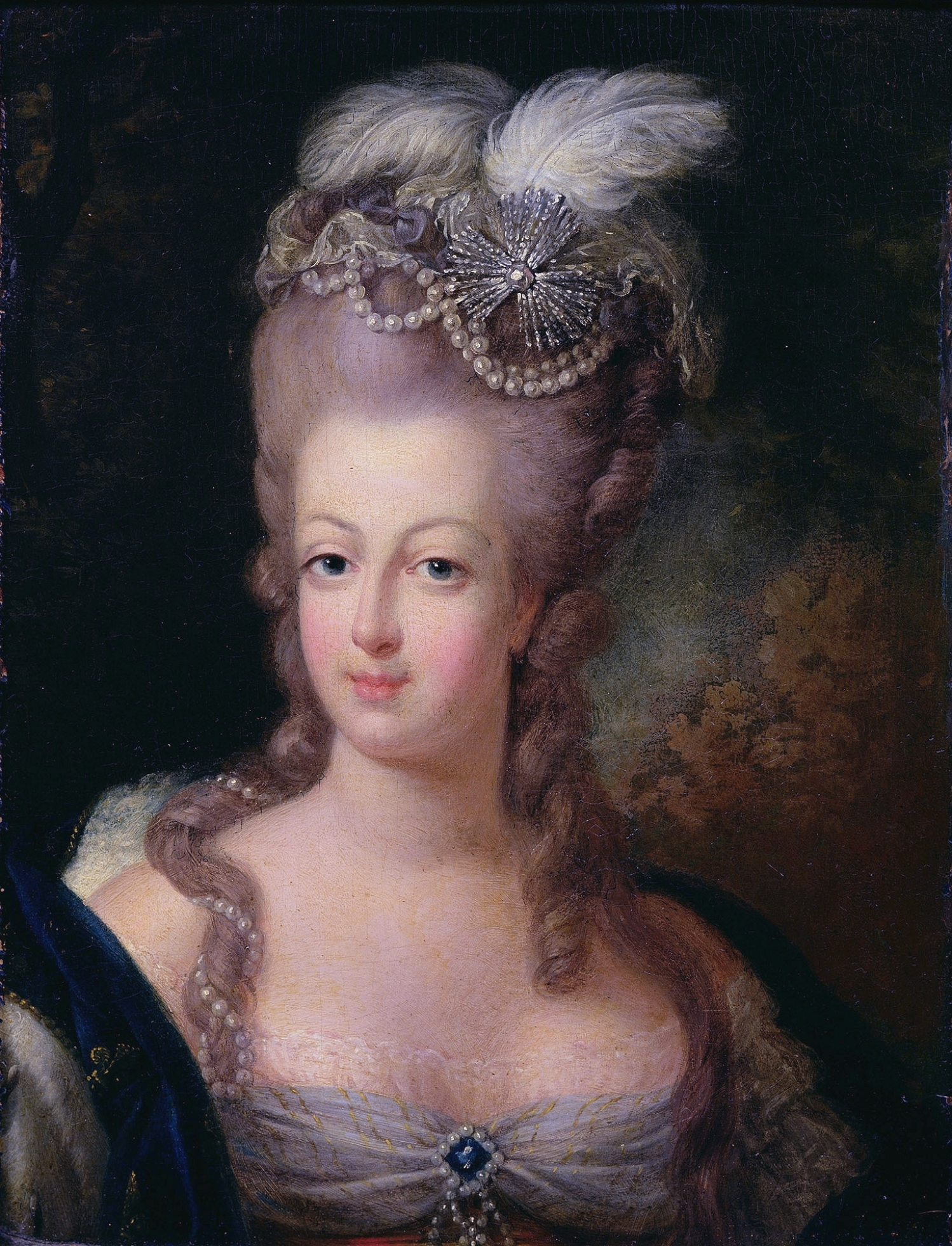
왕비 마리 앙투아네트

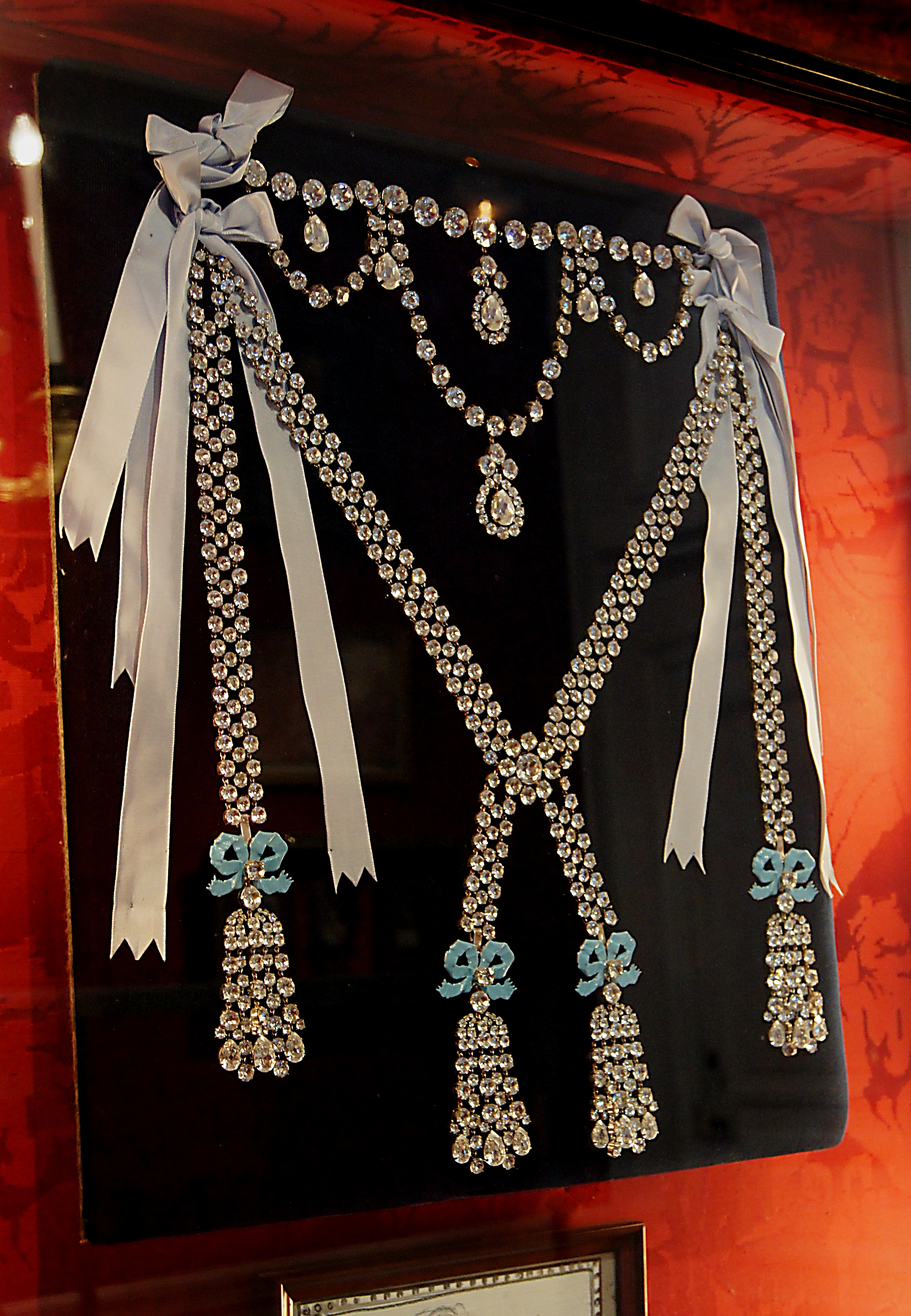
복원된 목걸이 모형

루이 16세는 1754년 8월 23일, 왕세자인 루이 페르디낭과 작센 공녀 마리아 요제파 사이에서 셋째 아들로 베르사유 궁전에서 태어났다. 어머니는 작센 선제후 프리드리히 아우구스트 3세의 딸이자 신성로마제국 황제 요제프 1세의 외손녀이다. 1761년 부활절에 형 부르고뉴 공작 루이 조제프가 암으로 사망하고, 11살 때인 1765년에는 아버지의 죽음으로 인해 할아버지 루이 15세의 뒤를 이을 왕세손에 봉해졌다. 어머니 조세프도 1767년에 결핵으로 사망했다. 보귀용 공작이 1760년부터 가정교사로 교육을 책임졌다. 라틴어, 역사, 지리, 천문학, 이탈리아어, 영어 등을 배웠으며 어렸을 때부터 엄격한 왕자 교육을 받았다. 사냥등 격한 스포츠도 좋아하였지만 가장 좋아하는 취미가 자물쇠 만들기였다고 한다.

### 결혼 생활
오랜 세월 동안 서로 적대시해 온 부르봉 왕가와 합스부르크 왕가 사이에 정략결혼이 추진되었다. 오스트리아는 날로 강성해지는 신흥 프로이센을 견제할 필요가 있었고, 프랑스는 영국을 견제하고자 했기에 양국간 혼인을 통해 동맹을 맺게 되었다. 처음에는 오스트리아의 마리아 테레지아의 딸 마리 앙투아네트와 루이 16세의 형인 부르고뉴 공작 루이 조제프 간에 정략 결혼이 추진되고 있었다. 하지만, 1761년 루이 조제프의 사망으로 인해, 1763년 5월 오스트리아로부터 사절이 파견되어 루이 오귀스트(왕세손, 루이 16세)와 결혼을 추진하게 되었다.
결혼을 반대했던 루이의 아버지(루이 페르디앙, 당시 왕세자)가 1765년에 사망한 후 1769년 6월, 조부 루이 15세로부터 허락을 받아내어 마리아 테레지아에게 약혼 문서를 보내게 하였다. 1770년 5월 16일, 베르사유 궁전에서 왕세손 루이 오귀스트와 마리 앙투아네트의 결혼식이 거행되었다. 이 결혼을 통하여 프랑스는 유럽의 중심세력으로 부상하려고 했다. 아내와의 사이에서 1778년 장녀 마리 테레즈와 1781년 장남 루이 조제프(요절), 1785년 차남 루이 샤를(훗날의 루이 17세), 1786년 차녀 소피 엘렌 베아트리스(요절)를 낳았다.

### 왕비에 대한 평판
프랑스인들은 왕비에 대해 냉담한 편이었다. 오스트리아와는 오랜 기간동안 적대관계에 있었기에 국민적 감정의 골이 깊었기 때문이다. 그래서 재정악화의 원인이 궁정의 사치, 특히 왕비의 사치 때문이라는 인식이 높았다. 귀족이나 민중들은 사석에서 경멸의 의미로 왕비를 '적자부인' 또는 '오스트리아 여자'라 부르기도 했다. 결혼후 7년동안 아이를 낳지 못하자 온갖 외설적 중상모략과 악랄한 비난이 쏟아지기도 했다. 이에 대한 팜플릿이 돌아다니기도 했으니 마리 앙투아네트는 스트레스를 많이 받았다. 이런 왕비를 위해 루이 16세는 1774년, 베르사유에 프티 트리아농이라는 작은 궁전을 선물했다.
1785년에 터진 '목걸이 사건'으로 왕비의 인기는 더욱 추락하였다. 물론 왕비의 결백함이 입증되기는 했지만 대중의 시선은 곱지않았다. 한편 대혁명(1789년) 후 1792년 들어 오스트리아와 프랑스 혁명 정부가 전쟁을 치렀는데 이때 프랑스가 연패하자 프랑스인들은 마리 앙투아네트를 오스트리아의 첩자로 의심하기도 했다. 더욱이 1791년 6월에 왕의 가족이 오스트리아로 탈출하다가 붙잡힌 바렌 사건은 그 의심을 더욱 짙어지게 만들었으며, 훗날 혁명정부가 성난 민심을 달래기 위한 희생양이 필요할 때 마리 앙투아네트를 참수시키는 간접적인 원인이 되기도 했다.

## 즉위

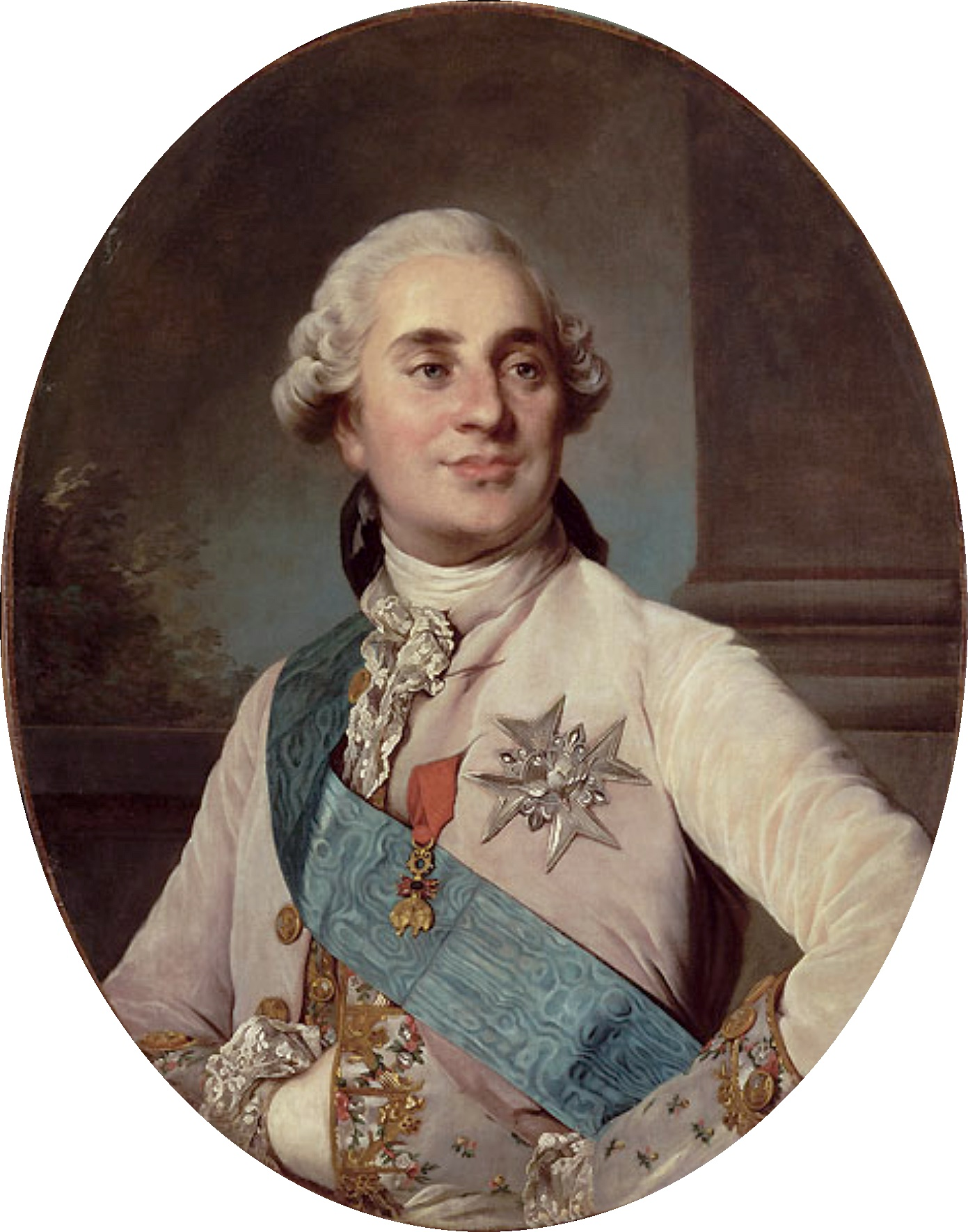
20살 때의 루이 16세

### 국가 재정 파탄

#### 만성화된 경제난
1774년 5월 10일 루이 15세가 천연두로 서거하자 1775년 노트르담 대성당에서 대관식을 거행하였다. 루이 16세는 즉위 직후부터 만성적인 재정난에 계속 골치를 썩어야만 했다. 궁전의 경비 등으로 인하여 초래된 재정 악화는 루이 14세의 치세 말기부터 시작되어 루이 15세 치세하에서도 호전되지 못했고 루이 16세가 즉위할 즈음에는 다른 나라로부터 빚을 지는 처지가 되었다.

#### 미국 독립혁명 지원
미국 독립 혁명에 개입해서 미국을 지원한것은 프랑스 경제에 악영향을 미쳤다. 7년 전쟁(1756~1763)에서 패하면서 영국과의 해외식민지 경쟁에서 뒤쳐지게 되었다. 프랑스 정부는 이를 만회하고자 했고, 또한 만약 영국이 전쟁에서 승리할 경우에 프랑스의 아메리카 대륙 진출이 제약받을 수 있기 때문에 1775년에 발발한 미국 독립혁명 전쟁에 개입하기 시작하였다. 1778년부터 미국편에 서서 전쟁에 참가하여 1783년 파리조약으로 북아메리카 13개 주의 독립을 도왔으나 정작 프랑스는 옛 누벨 프랑스의 영토를 회복하는 데 실패하고 전비만을 지출하여 재정을 더욱 악화시키고 말았다.

### 앙시앵 레짐

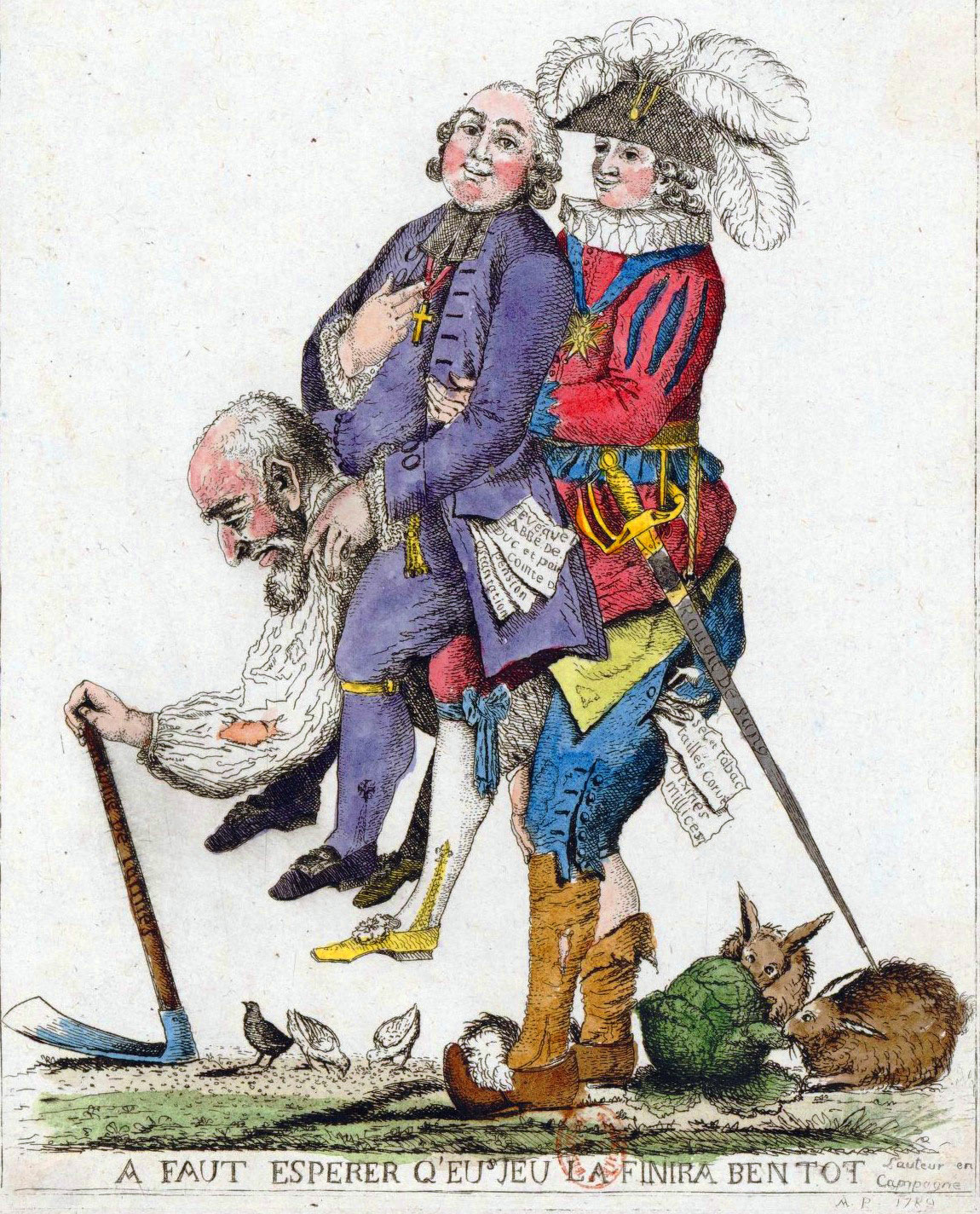
구체제의 모순을 풍자한 만평

프랑스의 고질적인 사회적 모순이 사태 해결을 가로막고 있었는데, 구 체제하에서는 바른 정치를 할 수 있는 정치능력이 아니라, 문벌이 사회적 성취와 출세를 좌우하였다. 문벌은 없지만, 학식,기술, 재산같은 실력을 갖춘 부르주아 계급의 힘이 강해지는 시대적 흐름을 제대로 따를 수가 없었다.
또한 당시 프랑스는 통일된 기준 없이 각 지역별로 서로 관습, 법 등이 달랐다. 북부와 중부지방의 세금이 가장 무거웠으며 파리의 경우가 특히 심했다. 농부들은 추수한 곡식의 10~15%를 세금으로, 8%는 로마 가톨릭 교회의 성직자를 부양하는 돈으로 내야했으며, 강제 노역에 종사해야 했다. 뿐만 아니라 프랑스 국민들은 프랑스 대혁명으로 폐지될 때까지 소득의 십분의 일 즉, 소득의 10%를 교회에 헌금하는 십일조를 해야 했다.

### 개혁 시도

#### 재무부 장관 교체
루이 16세는 사태의 심각성을 깨닫고 튀르고, 네케르, 칼론, 브리엔느등 유능한 행정가들을 차례로 재무부장관에 등용하여 개혁을 추진하였다. 그러나 이들이 선호한 공채발행이라는 미봉책에는 한계가 있었고 세제개혁은 수구적인 귀족들의 저항에 부딪쳤으며 궁정 경비 삭감은 왕실의 거부로 번번히 무산되고 말았다. 이에 루이 16세는 부르봉 왕조의 존속을 위해서라도 좀 더 과감하게 밀어붙여야 했음에도 불구하고 우유부단한 성격 때문에 시간만 질질 끌다가 상황을 더욱 악화시키고 말았다.

#### 명사회 개최

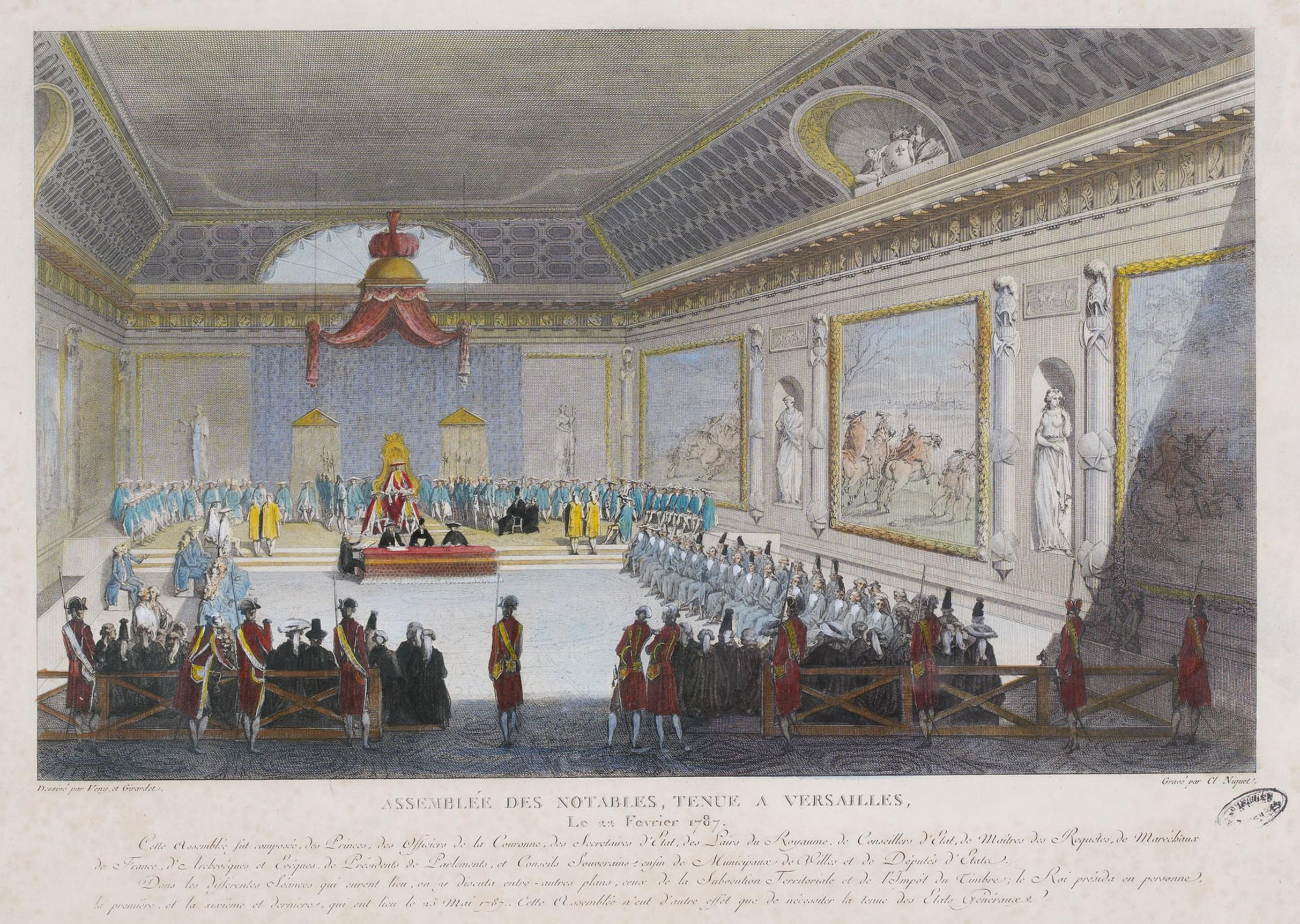
명사회 (1787년 2월 22일)

1787년이 되자 상황이 절망적인 수준으로 악화되었다. 빵의 품귀와 물가 폭등으로 민중의 불안이 증가했고 폭동과 시위가 잇달았다. 1787년 2월 22일, 루이 16세는 144명의 귀족과 성직자로 구성된 명사회를 소집해 대책을 논의했다. 재무부 장관 칼론은 160년 만에 소집된 명사회에서 국가 재정을 살리기 위해 인지세와 토지세 인상등 세제 개혁을 제안했다. 또한 많은 토지를 소유한 귀족이나 로마 가톨릭교회 성직자와 같은 특권 계급에 대한 과세도 논의 주제로 삼았다. 면세 혜택을 받는 특권층이었던 명사회의 대다수는 이를 반대했다. 세제개편안 때문에 칼론은 정적들로부터 공격을 받았는데 공금유용등 비리가 폭로되자 1787년 4월 8일에 루이 16세는 그를 해임하였다. 칼론의 후임으로는 툴루즈 대주교인 브리엔을 임명하였다. 새로운 채권 발행, 곡물 거래 자유화 등만 승인하고 명사회는 5월에 해산되었다.

#### 삼부회 개최

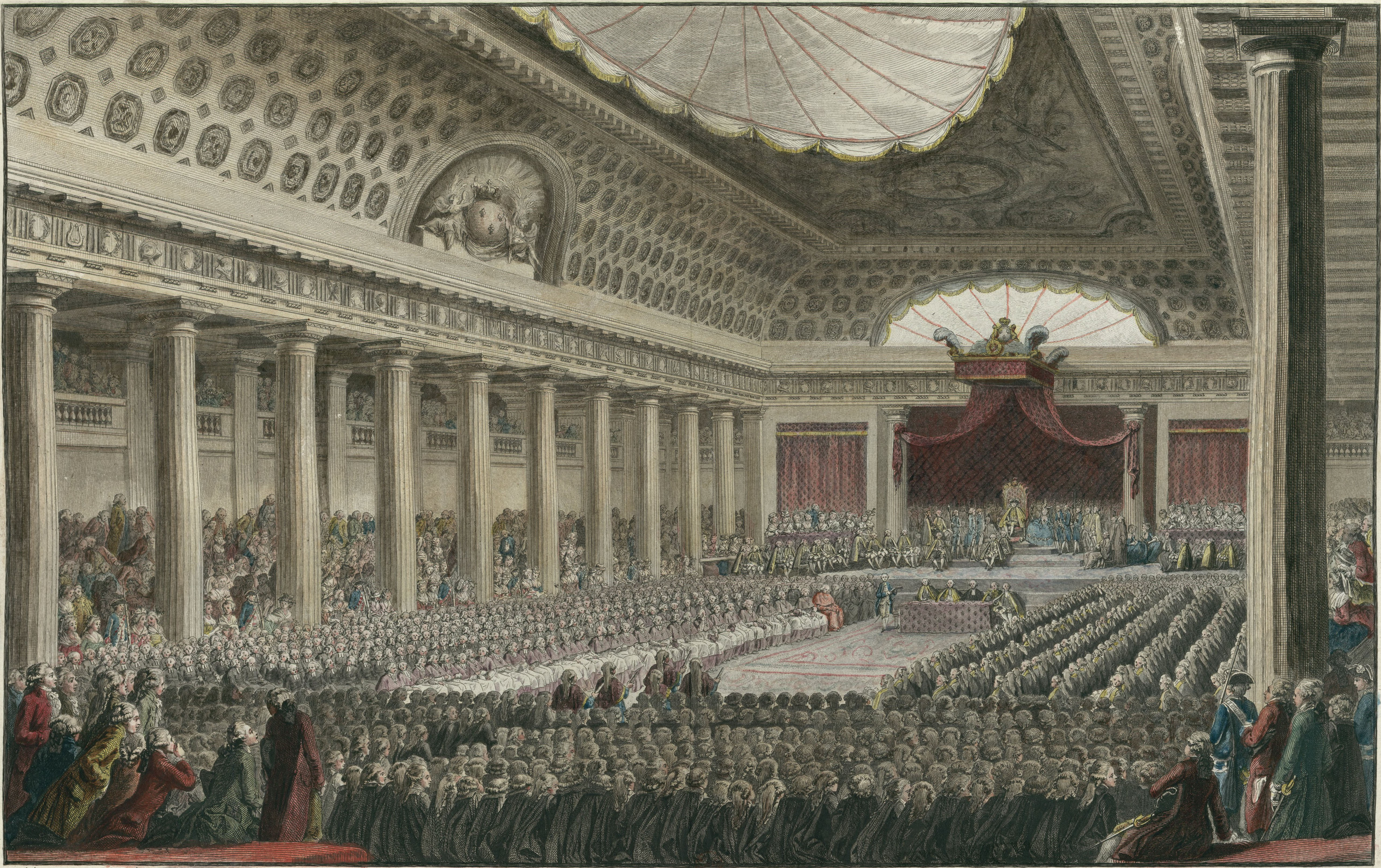
1789년 5월 5일 베르사유 궁전의 삼부회 개회식

명사회는 제1, 제2신분인 귀족과 성직자로만 구성되었기에 면세 특권층인 이들에게 징세추징을 위한 세제 개혁안을 승인 받는것은 근본적으로 불가능했다. 도처에서 삼부회 개최에 대한 요구가 빈번했고 1788년 8월 8일, 재무부 장관 브리엔은 국왕으로부터 삼부회 소집을 허락받았다. 8월 16일, 국고가 바닥나서 국가 지불 정지가 선언되었다. 8월 25일, 약탈과 폭동이 빈발하는 가운데 루이 16세는 브리엔을 해임하고 네케르를 다시 불러들였다.
네케르는 공채발행을 통해 급한 위기를 수습하였고 1788년에 명사회를 다시 소집했으나 별 소득이 없자 12월 12일 해산하였다. 1789년초가 되자 삼부회 대표를 선출하는 선거가 진행되었다. 선거 분위기가 확산되면서 정치적 인쇄물이 늘어나고 정치토론이 활성화되었으며 여러 정치담론이 형성되었다. 삼부회에 참석할 대표 선출는 신분별로 일정한 자격과 기준으로 선정된 대의원(선거위원)들이 신분별 회의를 통해 지명, 선정하는 방식으로 진행되었다. 또한 신분별 참석 인원수는 1614년의 선례에 따라 각 신분별 동일한 인원수로 구성할 예정이었다. 그러나 제3신분(평민)은 지방 의회에서처럼 평민대표의 인원은 2배가 되어야 한다고 요구했고, 결국 루이 16세는 이 요구를 허락하였다.
1789년 5월 5일, 루이 16세는 175년만에 삼부회를 베르사이유 궁전에서 열었다. 성직자 290명, 귀족 270명, 평민 585명의 대표가 참석하였다. 그러나 삼부회는 초반부터 머릿수 표결과 신분별 표결을 놓고 의견이 충돌하며 난항이 거듭되었다. 신분별 표결방식은 각 신분별 의결후 1표만 행사할 수 있었는데, 특권층인 귀족과 성직자가 기득권 수호를 위해 협력하므로 대부분 2대 1이 되어 제3신분인 평민이 불리했다. 삼부회는 해결점을 못찾고 첨예한 대립만 오고가며 파행이 이어졌다.

#### 테니스 코트 서약

테니스 코트의 서약 (1789년 6월 20일)

삼부회의 파행이 장기화되던 끝에 제3신분인 평민대표들은 자신들이 국민의 98%를 대표한다는 주장과 함께 6월 17일에 별도로 '국민의회'를 결성하였다. 아울러 어떠한 세금도 자신들의 동의 없이 징수할 수 없다고 선언했다. 평민대표들의 도발에 분노한 루이 16세는 측근들과 귀족대표들의 의견에 따라 '국민의회'의 해산을 명한후 회의장을 폐쇄해 버렸다.
6월 20일, 평민대표들은 테니스 코트로 이동하여 헌법을 제정할 것과 그때까지 절대로 '국민의회'를 해산하지 않을 것을 서약했다. 6월 23일, 루이 16세는 평민대표들에게 서약 파기와 신분별 표결방식의 수용을 명했으나 평민대표들은 이를 거부했다. 이런 와중에 몇몇 성직자와 귀족대표들이 국민의회에 합류하였다. 7월 9일이 되자 평민대표들은 '국민의회'를 스스로 '제헌의회'라고 선언하고 헌법 제정에 착수하였다.

## 프랑스 대혁명

### 바스티유 습격

바스티유 습격 (1789년 7월 14일)

루이 16세는 제헌의회(국민의회)를 인정하지 않고 이들을 강제해산시키기 위해 군대를 소집했다. 군대가 베르사유와 파리 인근으로 모여들었으나 당시 군 내부에서도 일정한 동요가 있었다. 파리 시민들은 제헌의회와 긴밀하게 연락하며 사태를 예의주시하였는데 사태가 심상치 않자 자치위원회와 민병대를 조직하였다. 7월 11일, 시민들로부터 지지를 받던 네케르 재무부 장관을 루이 16세가 해임하자 시민들이 크게 동요했다. 더욱이 군대가 제헌의회를 강제해산시키려고 한다는 소문이 퍼지자 시민들은 제헌의회를 보호하기 위해 무장을 하기 시작했다. 마지막 희망인 의회정치마저 무너질 경우 해결책이 없다고 보았기 때문이었다. 시민들은 상이군인회관에서 탈취한 무기로 무장한후 7월 14일에 절대군주제와 구체제의 상징물이었던 바스티유 감옥을 습격하였다. 이로써 본격적인 프랑스 혁명이 시작되었다.

### 지방도시의 궐기
파리 시내 곳곳에 바리케이트가 세워지고 자치위원회가 주도하여 바이이를 새로운 시장으로 선출하였으며 민병대(국민군) 사령관으로 라파예트를 임명하였다. 루이 16세는 군대를 철수시킨 후 7월 18일에는 파리를 방문하며 사태를 진정시키려 노력하였다. 한편 혁명이 여파는 지방으로 확산되어 격렬한 동요가 있었다. 지방 중소도시에서는 자치위원회와 국민방위대를 조직하고 정치범 수용소, 요새, 성들을 장악하였다. 국왕이 임명한 지사나 군사령관들은 국민방위대에 저항하지 않았고 그들의 활동에 대해 방임으로 일관했다. 이로써 국왕의 권위는 지방에서도 이미 존재하지 않았다. 또한 도시들은 상호 연맹을 맺고 협력하였다.

### 농민반란

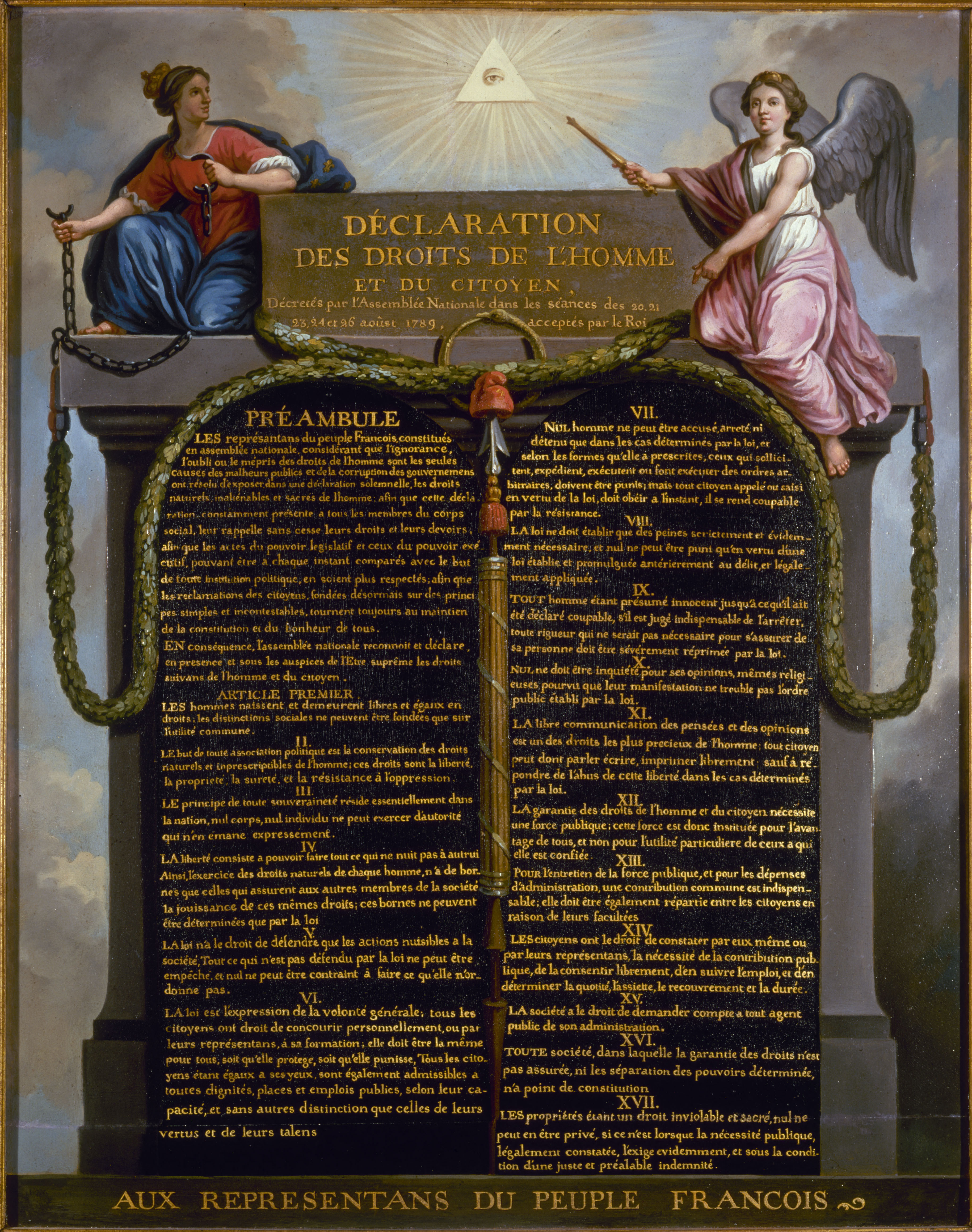
인권선언 (1789년 8월 26일)

농민들도 혁명에 휩쓸려 봉기하였는데 이들은 총뿐만 아니라 낫, 쇠스랑 등 농기구를 들고 매우 폭력적이고 극단적인 방법들을 행동으로 옮겼다. 성들을 약탈하고 자신들을 억매었던 문서를 불살랐으며 영주와 지주들을 공격하였다. 이런 폭력적인 현상은 전국적으로 퍼져나가며 대공포라는 표현이 사용될 정도로 심각성을 띠었다. 삼부회나 국민의회(제헌의회)의 활동중에 농민과 도시 노동자(플로레타리아)의 권리를 주장할 수 있는 발언권이 없었다. 지방도시의 봉기에서 자치위원회나 국민방위대 조직시에도 무산계급(소작농과 노동자)는 배제되었다. 혁명과 제3신분의 대표선출은 대부분이 부르주아 출신이 주도하며 무산계급의 발언권은 묵살되었다. 권리요구의 완충지대가 없이 억눌렸던 욕구가 극단적으로 표출된것이다.

### 봉건제 폐지와 인권선언
제헌의회(국민의회)는 예기치 못한 사태에 당황하며 민중과 농민의 급진적인 행동으로 인한 무질서를 조속히 해결하기 위해 8월 4일 봉건제 폐지를 선언하였다. 봉건지대 유상폐지라는 시대적 한계는 있었으나 영주제와 농노제 폐지, 개인적 예속의 폐지, 소득에 비례한 세금납부 등이 기본내용이었다. 제헌의회(국민의회)의 개혁은 지속되었으며 8월 26일에는 인권선언을 발표하였다. 주권재민, 사상의 자유, 법앞의 평등, 재산, 투표, 과세의 평등, 소유권의 신성 등 새로운 사회질서의 원칙을 제시하여 혁명의 정의와 이념을 세웠다. 인권선언은 자연권 사상과 계몽 사상을 표현한 것으로 미국의 독립 혁명의 영향을 많이 받았다.

### 베르사유 행진
루이 16세는 봉건제 폐지와 인권선언의 재가를 거부하며 군대를 베르사유로 이동시켰다. 파리에는 '인민의 벗'을 비롯한 많은 새로운 신문이 창간되었고 국민의회(제헌의회)는 헌법제정으로 바쁜 나날을 보냈다. 바스티유 습격 사건과 봉건제 폐지등으로 놀란 귀족들은 망명길에 오르기 시작했고 귀족들로 인해 번성했던 직업에 종사했던 이들이 일거리가 사라지며 실업자가 증가하였다.

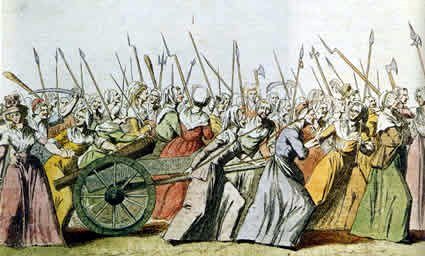
베르사유 여성 행진 (1789년 10월 5일)

전년도의 기상이상으로 인한 대흉작은 밀 수확량을 급감하게 만들었고 파리의 빵값이 치솟으며 서민들의 궁핍한 생활이 이어지자 불만과 원망이 폭발 일보직전에 놓여있었다. 이런 파리의 시민들의 사정과는 달리 베르사유에서는 플랑드르 군대를 위한 호화로운 연회가 10월 1일 벌어졌는데 이때 군인들에 의해 혁명의 상징이라 할 수 있는 삼색기가 훼손당하는 사건이 발생하였다.
이 소식을 접한 파리 시민들은 다시 흥분하였다. 특히 이번에는 빵값 폭등으로 화가난 여인들이 전면에 나섰다. 7천여 명의 여인들이 파리 시청으로 모여들어 "빵을 달라"라고 외치며 10월 5일 베르사유 궁전을 향해 행진을 하였다. 약 20km가 넘는 이 행진에 국민방위대도 동참하였다. 갑작스럽게 베르사유 궁전앞에 몰려든 군중을 보고 당황한 루이 16세는 인권선언을 재가하며 이들을 달랬다. 그날 밤 이슬을 맞으며 노숙한 여인들은 다음날 궁전에 난입하여 국왕의 파리 귀환을 요구했고 국왕 일가는 군중들과 함께 파리로 이동하였다. 이후 국왕 일가는 파리 시민들의 감시 속에 튀틀리궁에 거주하게 되었으며 국민의회도 파리로 이동하였다.
이 시기의 혁명은 온건한 미라보, 라파예트 등 입헌군주제를 지지하는 온건파 혁명주의자들에 의해 주도되고 있었다. 국민방위대(시민군)의 총사령관인 자유주의 귀족 라파예트의 제안에 따라 삼색기(현재 프랑스 국기)가 혁명의 깃발이 되었다.

### 사회 개혁 작업

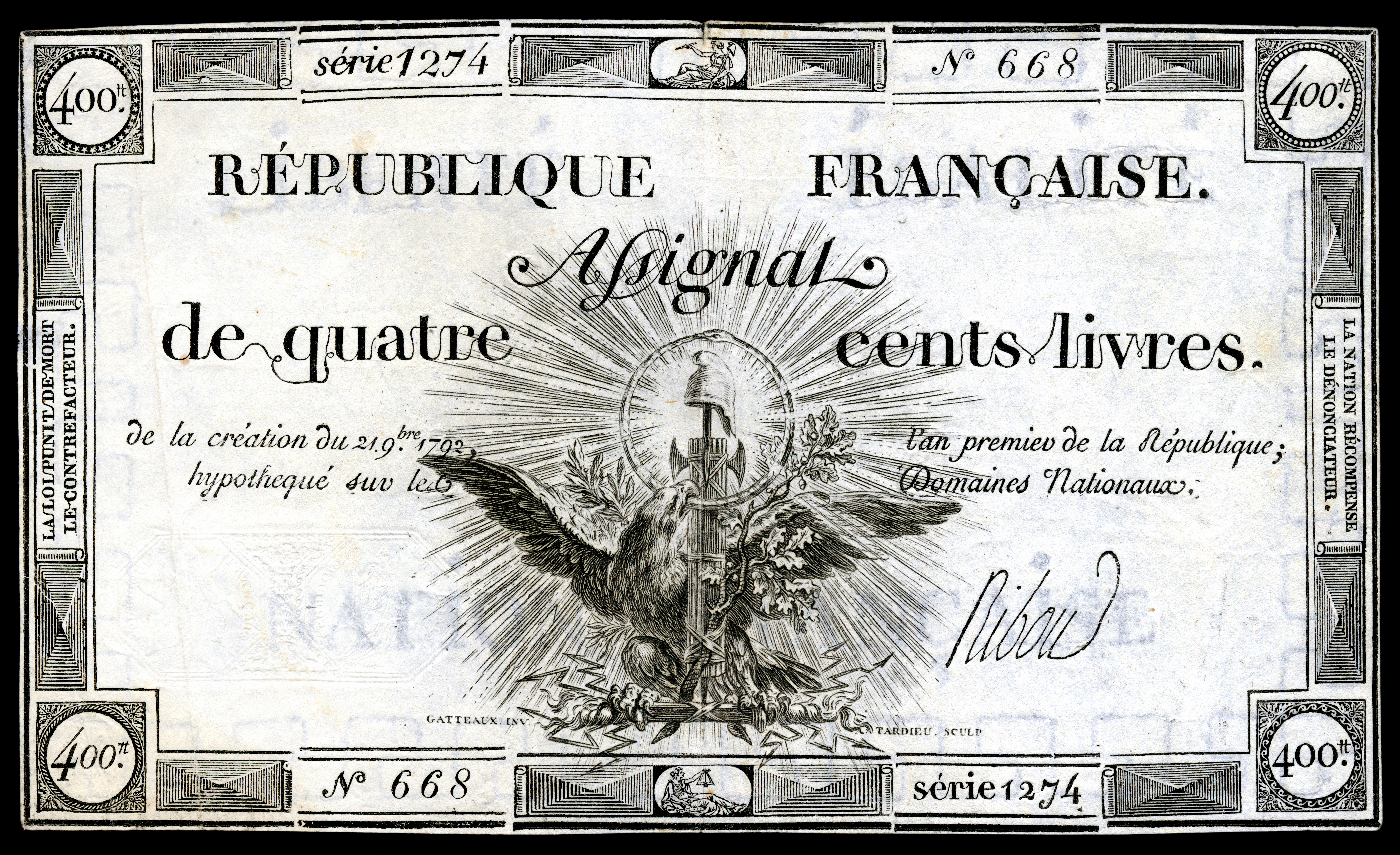
아시냐 공채 (1792년 발행)

파리에 거주하게 된 루이 16세는 사실상 입헌군주로서의 역할을 하게 되었고 정국의 주도권은 국민의회가 발휘하였다. 자코뱅 클럽과 같은 정치 클럽이 활성화 되면서 정치활동도 활발해졌다. 1790년에 풍작으로 시위와 소요가 줄어들고 민심도 안정화된 가운데 프랑스 사회의 전반에 대해서 다양한 개혁이 진행되었다. 재정적자와 50억 리브로에 가까운 부채문제 해결하기 위해 성직자의 재산을 국유화하고 국유재산을 담보로 공채인 아시냐를 발행했다.
교회에 대한 개혁작업은 1789년 11월 2일에 성직자와 교회 재산에 대해 국유화가 추진하면서 시작되었다. 수도원을 해체하고 1790년 7월 《성직자 기본법》을 제정하여 성직자를 국가 공무원화하여 월급을 지급하였다. 이를 통해 사실상 서임부터 교황이 아닌 국가가 관리하였다. 이를 위해 국민의회는 《성직자 기본법》의 준수에 대한 선서를 성직자들에게 요구하였는데, 이를 거부하는 교회의 일부 세력은 반혁명 운동에 가담하는등 저항하였고 교황 비오 6세도 이에 대해 비난하였다.
이 밖에도 길드(동업조합)폐지, 재판제도 등 사법부 개혁, 조세제도를 개편하였고 행정구역을 재조직하여 전국을 83개의 도와 그 하위 행정구획으로 나누었다. 재산 제한 선거제가 도입되어 일정이상 세금을 납부하는 평민(남성)들도 선거권을 가지게 되었다. 이러한 국민의회의 개혁작업은 마냥 순조롭지만은 않았다. 공채 아시냐는 단기간 내 재정 확보에는 기여를 했지만 인플레이션을 조장하고 경제를 악화시켰으며 종래에는 가치가 하락하였다. 의회 내 개혁파 정치세력도 분열하는 흐름이 있었다. 알자스에서는 독일 제후들과 영토분쟁이 있었고 아비뇽 그리고 프랑스 남부지방에서 특권파 인사들이 소요도 있었다. 또한 외국의 군주들은 프랑스 혁명을 점차 불안한 시각으로 바라보았으며 망명파 프랑스 귀족들은 이런 불안감을 부풀리고 조장하기도 했다.

### 바렌 사건

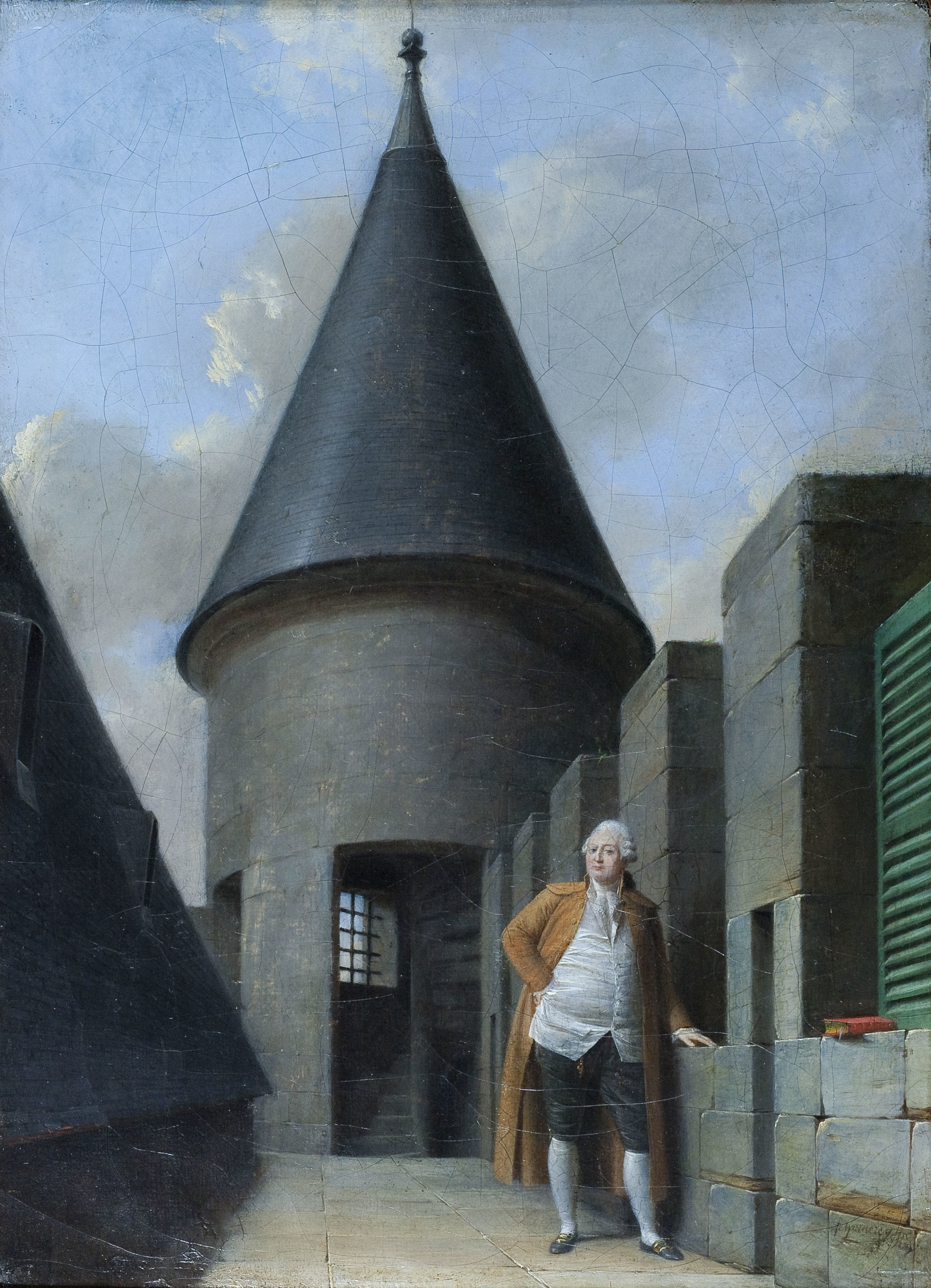
탕플 탑의 루이 16세

루이 16세는 국민의회의 개혁과 새로운 기구, 제도를 어쩔수 없이 수용하며 자신의 권한 축소등에 대해 많이 불만스러워했다. 그런 루이 16세는 외국 군주들과 몰래 서신을 주고받기도 하였다. 그러다가 그는 가족들과 함께 오스트리아로 망명을 시도했다. 1791년 6월 20일 파리를 몰래 빠져나갔으나 국경 근처 바렌에서 발각되었다. 루이 16세는 군인들에 의해 6월 25일 파리로 이송되어 탕플 탑에 유폐되었는데, 이 사건으로 파리 시민들의 충격은 컸으며 공화정에 대한 주장이 확산되었다.
의회는 프랑스인들을 실망시킨 루이 16세의 왕권을 중지시켰으나 의회 내 내분이 생기면서 7월 15일경 루이 16세의 권한을 복위시켰다. 그러자 이에 대한 반발이 있었는데, 7월 17일에는 급진적인 공화정을 주장하는 코르들리에(cordeliers)라는 정치 클럽의 주도하에 민중들이 파리에서 국왕 폐위와 재판을 요구하는 시위를 벌이다가 국민방위대에게 무자비하게 진압 당하여 수십 명이 사망하는 샹 드 마르스의 학살사건이 발생했다.
한편 망명실패 소식을 접한 신성로마제국 황제 레오폴트 2세는 여동생 마리 앙투아네트(프랑스 왕비)와 부르봉 왕가의 신변안전과 왕권 복위를 돕고자 각국 군주들에게 파두아 회람을 돌려 프랑스의 상황을 알리고 협조를 구했다. 또한 프로이센과는 동맹을 맺고 8월 27일 필니츠 선언을 통해 국민의회를 외교적으로 압박하였다. 그러나 필니츠 선언은 역효과를 발생시켜 파리시민들을 자극하였다. 루이 16세가 외국과 내통하고 있다고 생각하게 만들었으며 이로 인해 국왕에 대한 실망과 배신감만 커지고 조금이나마 남아있던 충성심이 사라져 버렸다.

### 입법 의회

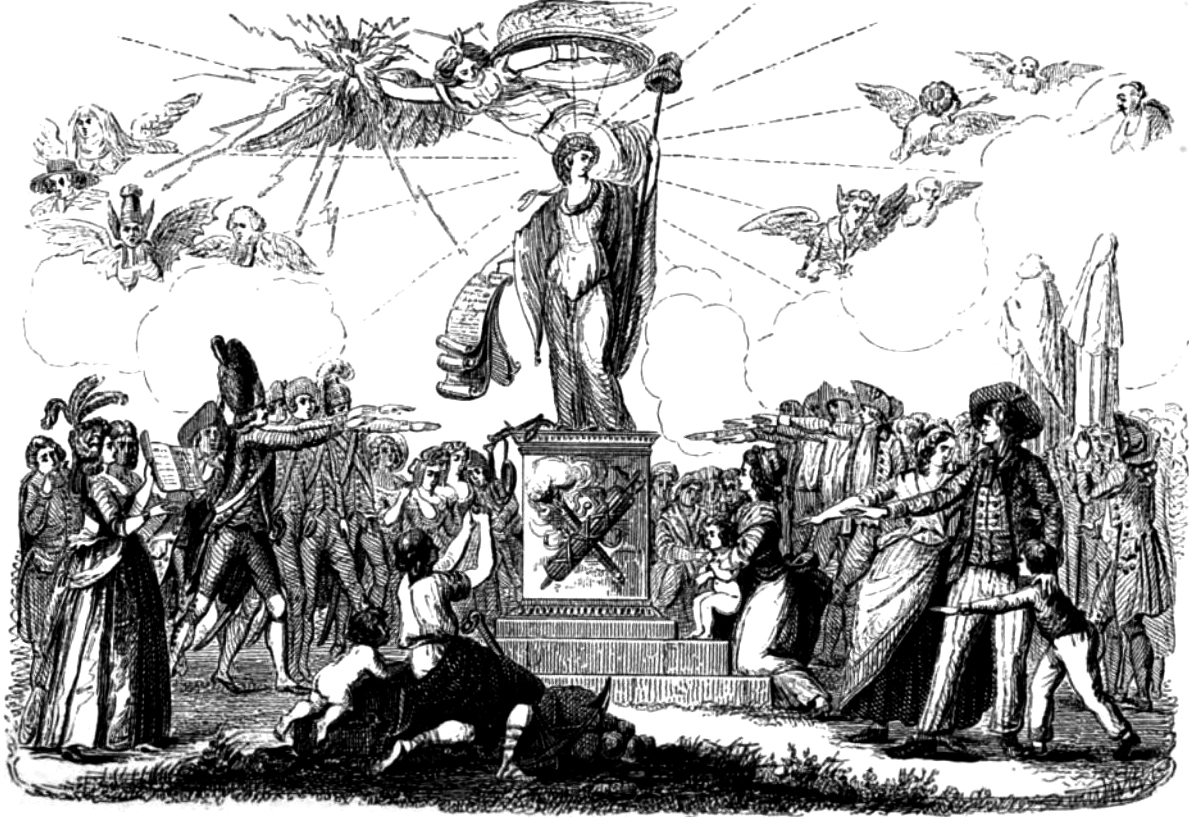
1791년 프랑스 헌법 승인의 우의화

1791년 9월 3일에 입헌 군주제를 기초로한 헌법이 공포되었다. 《1791년 프랑스 헌법》은 능동시민에게만 선거권이 부여되는 재산제한 선거, 의회주의, 절대군주제의 폐지, 입헌 군주제를 채택하였다. 새로운 헌법을 바탕으로 9월에 첫 번째 선거가 실시되었으며 선출된 의원들로 새로운 의회인 입법의회가 10월 1일 구성되었다. 입법의회에는 중도파가 340석, 입헌군주제를 지키려는 온건파인 푀양파가 240석, 국왕없이 공화제를 주장하는 자코뱅파가 130석을 차지했다. 푀양파는 주로 의사당의 우측에 앉았고 자코뱅파는 주로 죄측에 앉았는데, 이로 인해 온건한 세력은 우파, 급진적인 세력은 좌파라고 부르는 관행이 생기게 되었다.

### 프랑스 혁명 전쟁

#### 선전포고

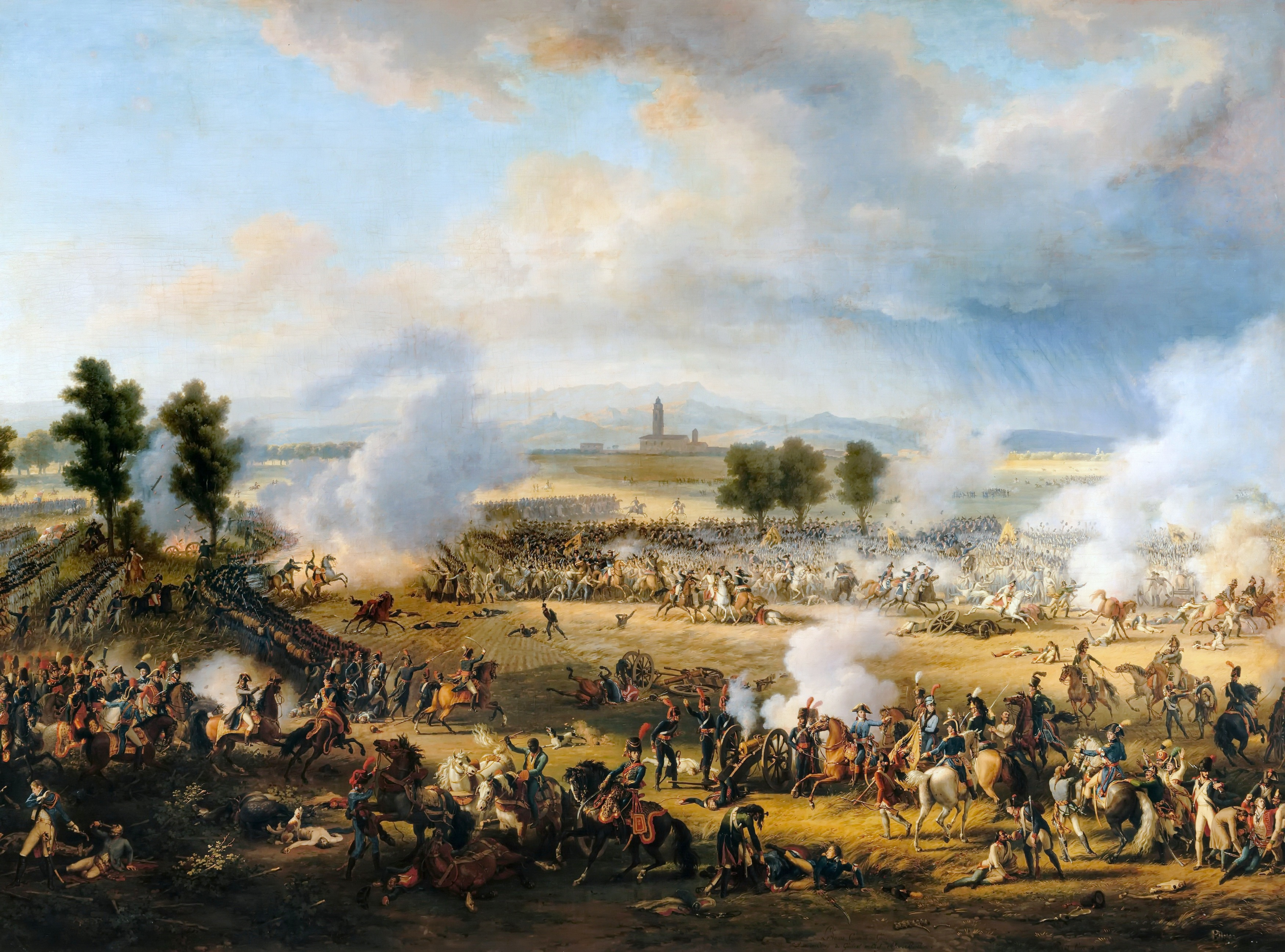
프랑스 혁명 전쟁 (1792년 ~ 1802년)

프랑스 혁명 사상의 전파를 염려한 오스트리아와 프로이센의 지배계급들은 자국의 혁명 지지파를 박해하였다. 프랑스는 오스트리아의 《필니츠 선언》과 왕당파와 망명 귀족(에미그레: 이민이라는 의미)의 선동 활동은 혁명 정부에 대한 심각한 위협이라고 받아들였다. 오스트리아, 프로이센 양국은 1792년 2월 대(對)프랑스동맹을 체결하여 혁명정부를 압박하였다. 전쟁에 대한 각 계파간에 계산은 달랐지만 모두 전쟁을 원했다.
푀양파는 전쟁에 승리할 경우 자코뱅을 제어할 수 있는 기회로 보았다. 지롱드파는 전쟁을 유럽의 인민들을 해방시키 성전이라 생각했다. 루이 16세와 측근들은 전쟁에서 패배하게 될 경우에 군주권이 부활할 수 있는 은밀한 희망에서 전쟁을 원했다. 지롱드파 내각은 혁명을 계속하기 위해 대외 전쟁에 동의했다. 1792년 4월 20일, 루이 16세의 제의에 따라서 의회는 오스트리아에 대한 선전포고안을 열광적으로 통과시켰다. 프로이센에는 조금 늦은 7월 8일에 선전포고를 했다.
그러나 프랑스군 장교들은 보수적인 귀족 계급이기 때문에 혁명 정부에 대한 협력에는 소극적이었다. 전쟁이 시작되자 9,000명의 장교들중 약 6,000명이 망명하였고 병사들은 정치 클럽에 참석하는등 군기가 나태해졌다. 충원된 의묭병들은 훈련과 경험이 부족했다. 결국 프랑스군은 5월에 각지에서 벌어진 전투에서 패배했다. 오스트리아와 첫 전투중 자신들의 지휘관인 딜론 장군을 살해하는 하극상을 벌이는등 사실상 프랑스 정규군은 와해수준에 놓였다.

#### 왕궁 습격 사건

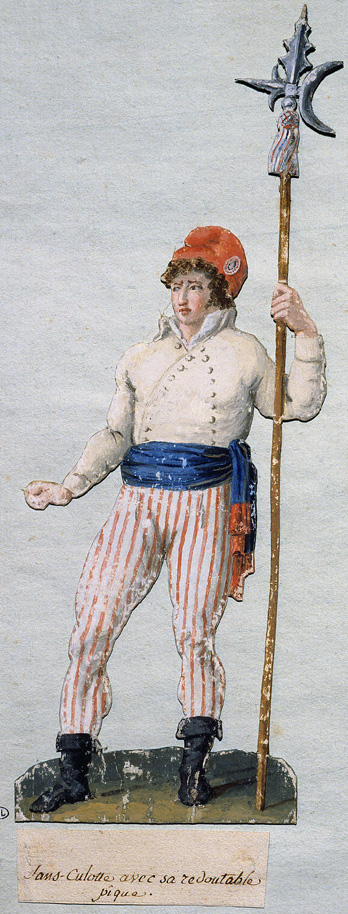
상퀼로트

다급해진 입법의회는 선서거부파 성직자의 추방, 국왕의 친위대 해산, 지방출신을 포함한 연맹군(국민방위대) 창설등의 법령을 통과시켰다. 그러나 6월 12일 루이 16세는 거부권을 행사하고 지롱드파의 대신들을 해임했다. 시민들은 루이 16세의 거부권 행사에 대해 반발했으며 아울러 패전의 원인이 국왕 일가에게 있다고 생각했다. 특히 왕비 마리 앙투아네트가 외국 군주들과 내통하고 있다고 의심했다. 결국 파리 시민들이 6월 20일, 왕궁인 튀틀리 궁을 습격하였다. 비록 습격은 최종적으로 실패로 끝났지만 그 과정에서 루이 16세는 심한 모욕을 당했다. 왕실은 또 다른 어려움을 겪게 되는데, 이런 일들은 상퀼로트의 출현과 지방에 있던 혁명을 옹호하는 국민방위대가 파리로 집결하면서 혁명이 급진적으로 흐르게 되었고 공공 질서가 무너지며 발생했다.

#### 상퀼로트
패전과 식량부족, 인플레 때문에 파리의 민심을 극도로 흉흉해졌다. 공채 아시냐는 가치가 40% 폭락했고 물가는 폭등하여 농민들은 곡식판매를 거부했다. 소요가 발생했고 도시민들은 당국에게 공정 가격제의 시행을 요구했다. 이런 혼란속에서 도시에서는 상퀼로트가 등장했다. 이들은 귀족 남성들이 입는 퀼로트(무릎까지 내려오는 반바지) 대신에 긴바지를 입고 다녔기에 이런 이름이 부쳐졌으며 또 다른 특징은 붉은 모자와 긴 창을 들고 다녔다. 이들은 도발적인 활동을 통하여 공포정치를 조장하기 시작했다.
혁명을 급진적으로 이끌고 간 상퀼로트들은 대부분이 소생산자, 소상점주, 노동자 출신으로 혁명초기에 참정권을 인정받지 못했던 무산계급이 다수였으며 수동적 시민으로 분류되었던 계층이다. 이들은 자본집중 반대, 직접 민주주의를 통한 민중의 정치참여, 자유보다는 평등, 국왕 경멸, 국왕의 거부권 폐지, 공화제등을 요구하였다. 이들의 활동은 급진적이고 과격했으며 이로 인해 상퀼로트는 대혁명 시기의 급진적인 민중을 지칭하는 말로 사용되기도 했다.

#### 8월 10일 사건

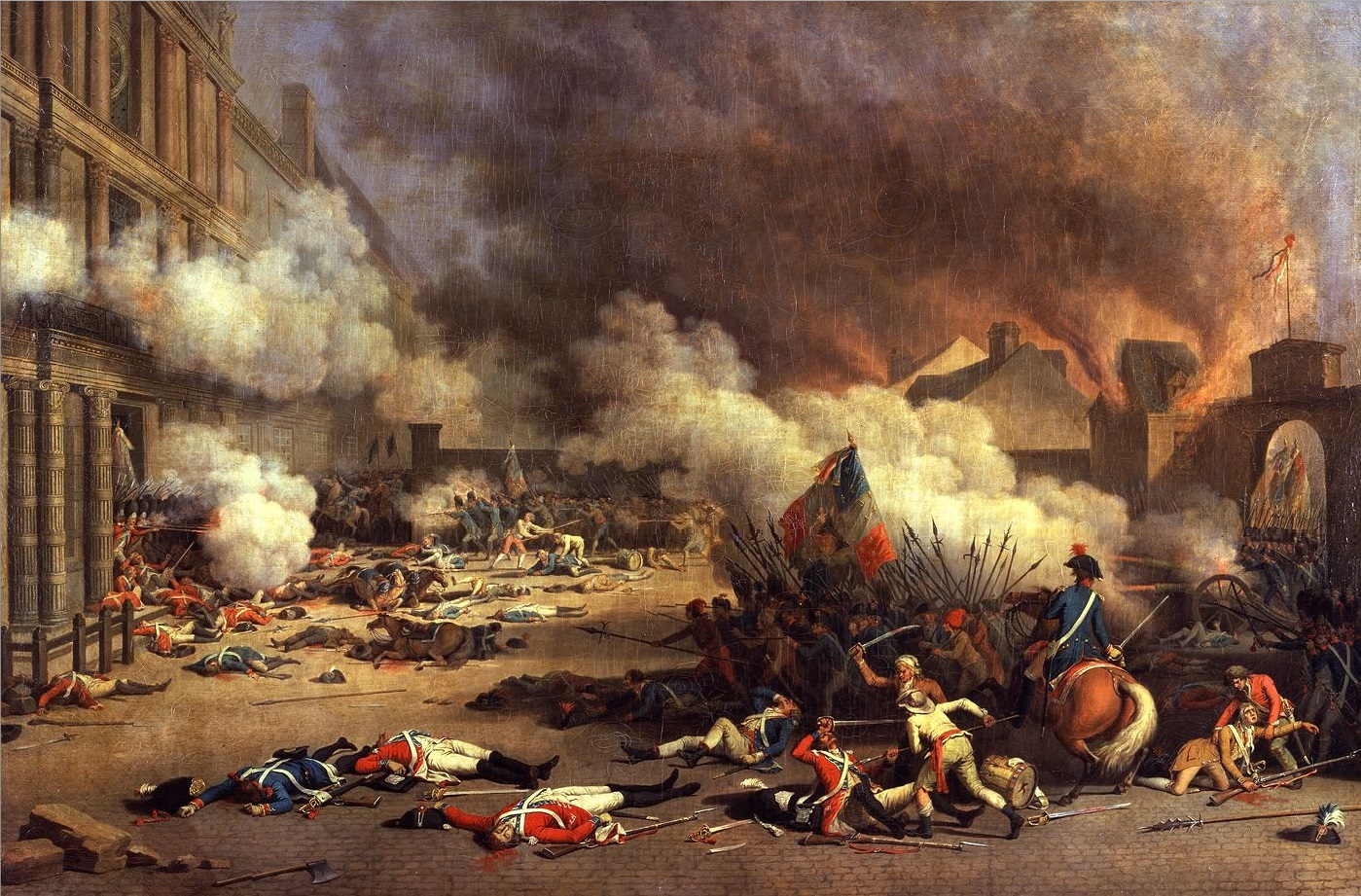
튀틀리궁 습격 (8월 10일)

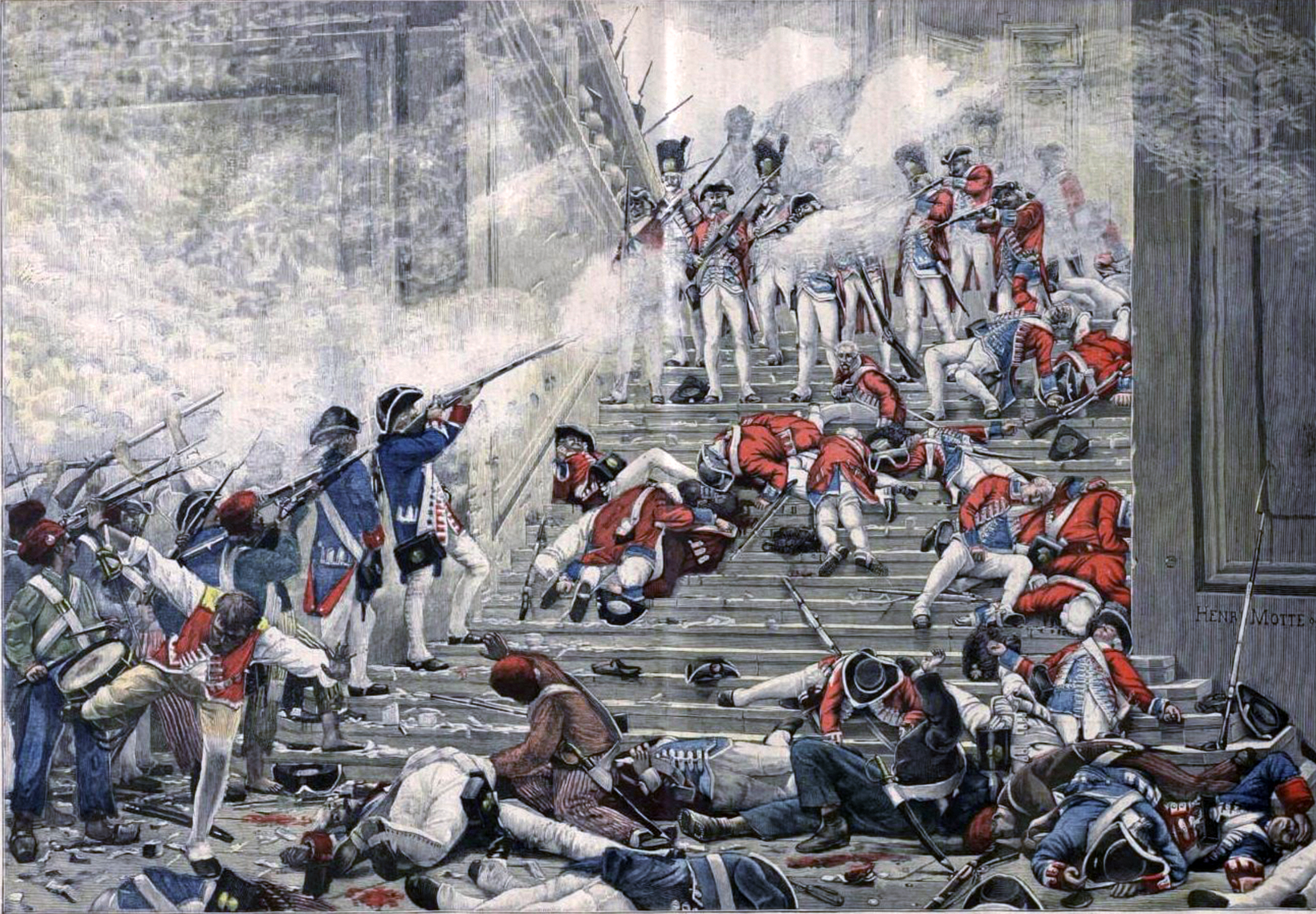
계단에서 벌어진 교전

7월에 브라운슈바이크 공작이 이끄는 프로이센군이 국경을 넘어 프랑스 영토로 침입하자 정부는 조국의 위기를 전국에 호소하였다. 이에 따라 프랑스 각지에서는 국왕 루이 16세가 행사한 거부권을 무시한채 조직된 의용군들이 파리로 집결했다. 이때 마르세유의 의용병이 노래한 ‘라 마르세예즈’는 이후에 프랑스 국가(國歌)가 되었다. 7월 25일 프로이센군의 사령관 브라운슈바이크 공작은 파리 시민들이 또 다시 부르봉 왕실을 모욕한다면 파리를 무자비하게 응징하겠다는 협박성 선언을 하였다.
이 선언은 역효과를 불렀는데, 파리 시민들은 왕실이 여전히 외국 군주들과 내통하고 있는 것이 명백하다는 판단을 하게 만들었다. 패전으로 인한 절망과 왕실에 대한 분노가 뒤섞였고 흥분한 시민들에 의해 시위가 벌어졌는데, 소요사태가 커지더니 극단적인 수준으로 발전하고 말았다.
국가적 위기속에 혁명이 급진적으로 변화하면서 입법의회는 이미 정국 통제력을 상실하였고 상퀼로트, 자코뱅파, 코르들리에파, 지방에서 온 의용군 등이 파리를 장악하여 상황을 주도해 나갔다. 파리 시민과 의용군은 8월 10일에 왕궁인 튀틀리궁으로 몰려가서 공격하였다. 격렬한 전투가 벌어졌고 루이 16세는 의회로 피신하였다. 의회도 침입을 받아 군중의 압박속에 황급히 왕권을 중지시키고, 국왕 일가를 모두 탕플 탑에 유폐했다. 또한 당통이 이끄는 6인 임시내각을 만들고 빠른 시일내 보통선거를 실시하여 국민공회 구성을 약속했다. 이 사건은 군주제가 몰락하고 공화제가 시작되는 계기되었다.

#### 9월 학살

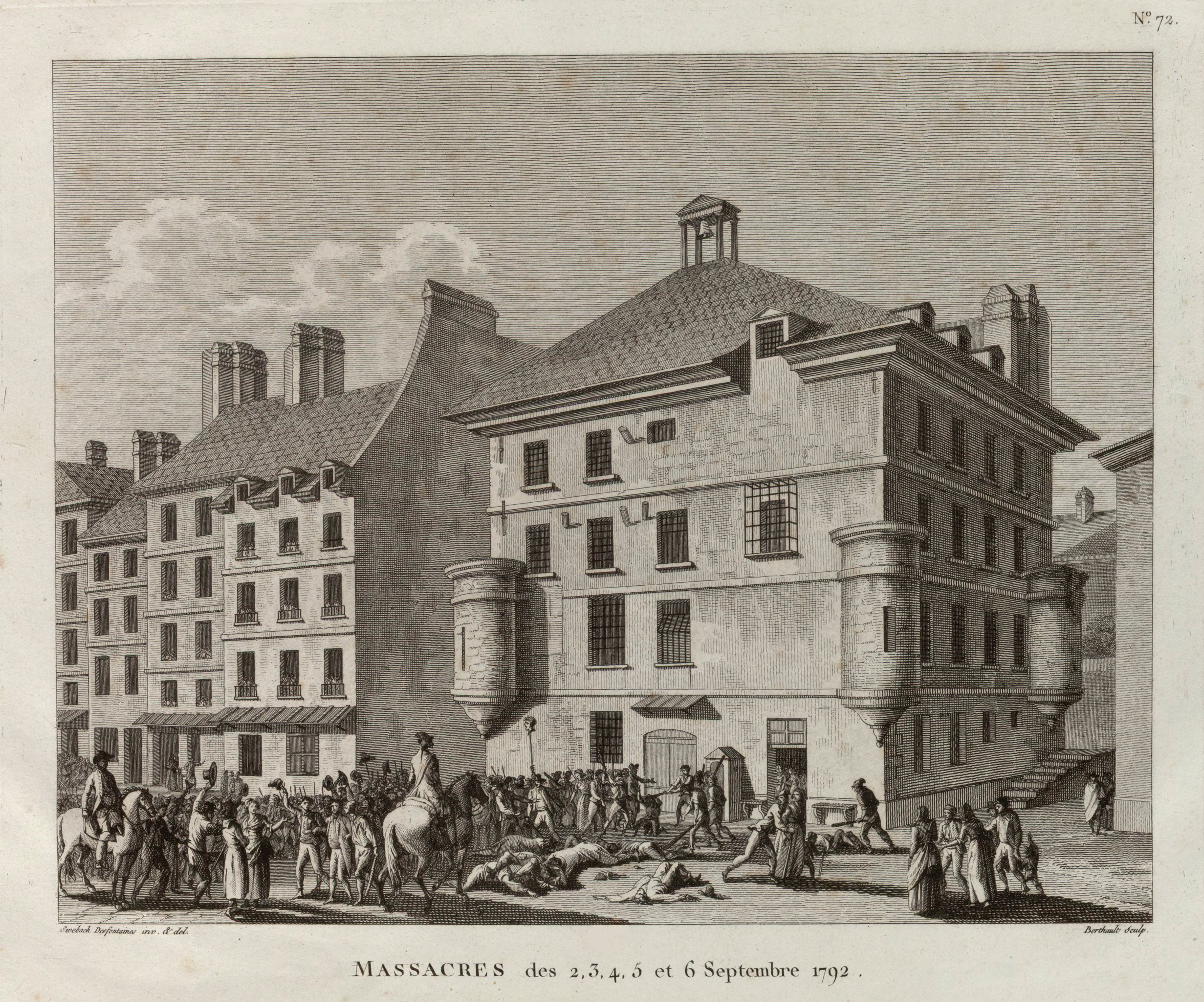
9월 학살 (1792년 9월)

파리는 상퀼로트들이 주도하는 도시가 되었고 혁명은 급진화하여 민중혁명 단계에 들어갔다. 상퀼로트들에 의한 자치체가 형성되어 이들의 압력으로 왕당파 신문들이 폐간되고, 징발, 징집, 공정가격제가 실시되었다. 감시위원회, 비상 인민재판소가 설치되고 선서거부파 성직자들의 추방, 종교의식 금지, 이혼 허용등의 법령들이 통과 되었다. 이런 가운데 프로이센군이 8월 19일 국경을 돌파하여 9월 3일 베르됭이 점령 당했다. 프로이센군은 곧 파리로 들이닥칠 기세였다. 패전 소식에 파리 시민들은 충격을 받았고 파리 침공에 대한 위기감이 한층 높아지가 자원 입대자가 증가하였다.
한편, 의용군의 출병 후 수감되어 있는 반혁명주의자들이 탈옥하여 파리에 남은 가족을 학살할 것이라는 풍문이 떠돌았다. 전선에 나가기 전에 반역자들에 대한 숙청이 결정되었다. 9월초부터 모든 감옥을 돌아다니며 반혁명자로 의심되는 수감자들을 형식적인 즉결심판을 거쳐 잔인하게 학살하였다. 또한 프랑스 전역의 반혁명 용의자를 체포하였고, 특별형사재판소의 약식 재판만으로 사형을 집행하는 일이 자행되었다. 이때 살해된 사람은 대략 최대 12,000명 정도로 추산된다.

#### 발미 전투

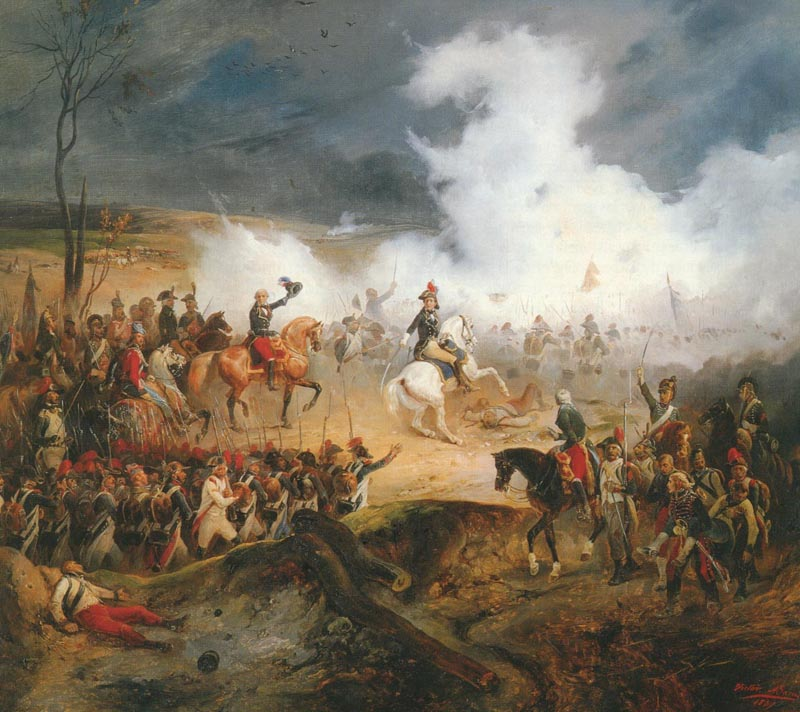
발미전투 (1792년 9월 20일)

브라운슈바이크 공작이 이끄는 프로이센군이 베르됭을 점령한후 파리를 목표로 아르곤느 계곡을 따라 이동하다가 뒤무리에와 켈레르만 장군이 지휘하는 프랑스 군과 1792년 9월 20일 발미(Valmy)에서 조우하였다. 의용군을 포함한 47,000명의 사기 높은 프랑스 군과 프로이센군 35,000명이 8시간에 걸쳐 전투가 벌어졌다. 프랑스 포병대가 집중 포격을 쏟아부운후 켈레르만의 보병부대가 프로이센 군을 상대한 전투에서 승리를 거두었다. 패배한 프로이센군은 국경을 넘어 퇴각하였다. 발미 승리후 프랑스 군은 국경을 넘어 사부아, 니스, 벨기에등을 침공하였다. 1792년 11월에는 뒤무리에 장군이 이끄는 프랑스군이 제마프 전투에서 승리를 거두기도 하였다.
발미 전투에 의용병으로 참가한 많은 하층민 계급( 상퀼로트, 무산자 계급)은 승리로 인해 정치적 발언권이 더욱 커졌다. 상퀼로트는 급진적인 정책을 제시한 자코뱅파를 옹호했고, 혁명은 극좌화되어 갔다. 자코뱅파에는 로베스피에르, 마라, 당통 등이 소속되어 있었다. 이때의 혁명전쟁의 시작과 함께 발행한 아시냐 지폐(교회의 토지 등을 담보로 한 불환지폐)의 증발(액면가의 57%로 급락)은 나중에 1794년 최고가격령 폐지와 함께 발생한 급격한 인플레이션의 원인이 되었다.

### 공화국의 성립
국경지역에서는 전쟁이 벌어지고 '9월 학살' 과 상퀼로트의 다소 과격한 활동으로 어수선한 가운데 국민공회를 구성하기 위한 선거가 진행되었다. 재산이나 소득 금액에 상관없이 모든 남자에게 선거권이 주어지는 보통 선거가 실시되었으나 기권율이 높았다. 시민들이 겁을 먹고 감히 투표를 하지 못했기 때문이다. 749명의 새 의원들이 뽑혔고 국민공회가 소집되었다. 국민공회는 9월 21일, 군주제를 폐지하고 다음날 공화정을 선포함으로 프랑스 제1공화국이 수립되었다. 이에 따라 1791년 프랑스 헌법은 불과 1년 만에 폐지됐다.
발미전투의 승리는 시기적절하게도 공화정의 출발에 큰힘이 되었다. 국민공회는 어려운 상황에서 과업을 수행했다. 파리를 장악하고 코뮌을 통제하고 있던 상퀴로트의 압력과도 끓임없이 타협해야 했다. 초기에 국민공회를 지배했던 세력은 160석을 차지한 지롱드파였다. 이들은 공정가격제를 거부하고 경제 자유주의를 선호했다. 도시의 부유한 부르조아 출신인 지롱드파는 비상 재판소를 폐지하였고 공화정이기는 하나 국왕이었던 루이 16세의 목숨을 구하려 노력는등 온건한 개혁을 선호했다.

## 사망

### 재판

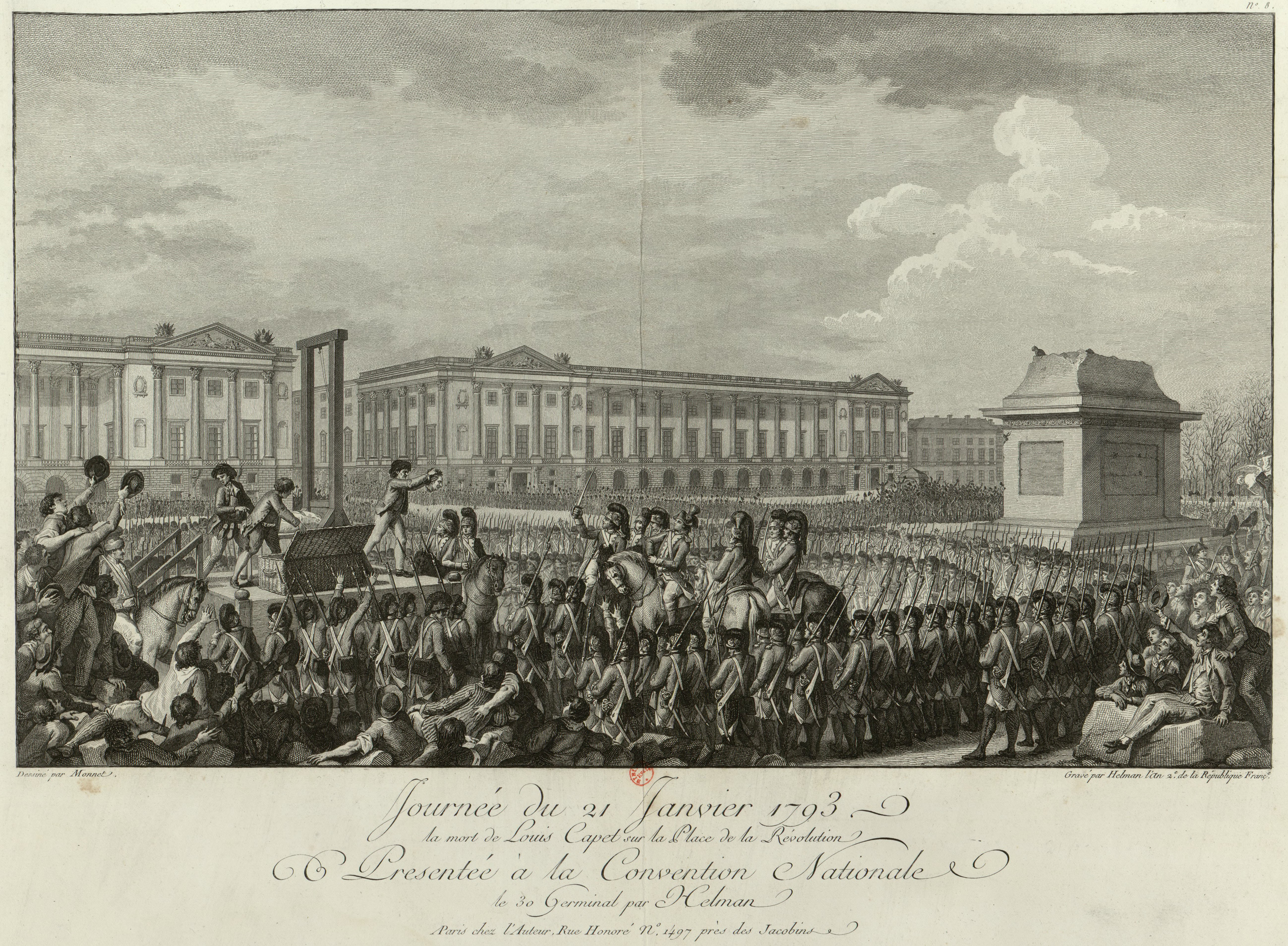
루이 16세의 처형 (1793년 1월 21일)

1792년 9월 21일, 국민공회라고 불리는 새로운 의회가 구성되어 그 첫 번째 회의에서 공화제가 선포되었다. 루이 16세는 새로 생긴 혁명 정부로부터 국가반역죄로 기소되어 92년 12월 3일부터 재판이 시작 1793년 1월 15일에 국민공회 투표를 통해 유죄판결을 받게 된다. 혹자는 후술할 형량 투표를 두고 절반만 루이의 유죄판결에 찬성했다는 식으로 왜곡하지만 16일 투표 결과에서 루이는 708명의 투표자증 유죄 673명 무죄 0명 기권 35명이라는 압도적인 결과로 유죄가 확정되었다. (같은 투표에서 루이 처형을 국민투표로 부치자는 안은 부결되었다.)
그리고 유죄 확정 직후인 17일에 루이의 형량을 결정하는 투표에서 726명의 투표자 중 즉시 처형 361명 추방 및 구금 등이 290명 마일헤가 주장한 사형은 하되 집행일은 한번 더 논의하자는 측이 26명 사형집행 유예측이 44명 기권 5표로 최대표로 루이 카페의 즉각적인 사형이 확정되었다.(같은 투표에서 판결 집행유예는 부결되었다.)

### 의연함
세간에서는 “나는 망했다”라는 말을 반복하며 발버둥치자 사형집행관이 머리에 총구를 들이대며 협박해 단두대로 끌고 올라갔다는 것이 루이 16세의 마지막 모습으로 알려져 있으나, 사실은 당시 기록을 보면 기독교수련으로 단련된 그는 마지막 순간까지 왕으로서의 당당함을 잃지 않은 채 꿋꿋하고 냉정하게 모든 절차를 받아들였다고 한다.

### 처형
루이 16세는 단두대 계단 앞에서 코트를 벗기를 거부했다. 함부로 웃옷을 벗는 것은 예의범절에 벗어난다는 이유였다. 사형집행관이 절차이므로 어쩔 수 없다고 설명하자, 그는 스스로 코트를 벗었다. 수갑도 차기를 거부했지만 결국 받아들였다. 단두대의 칼날이 목에 떨어지기 직전에 루이 16세는 몰려든 군중을 향해 “프랑스인들이여, 나는 무고하게 죽는다”라며 자신의 결백을 주장했다. 그는 이어 사형집행인들을 향해 몸을 돌린 뒤 “나는 기소된 모든 죄목으로부터 결백하다. 내 피가 프랑스 국민의 행복을 강화할 수 있기를 희망한다”라는 말을 남겼다. 그리고 그는 1월 21일 콩코드 광장에서 샤를 앙리 상송(Charles-Henri Sanson)에 의해 단두대에 의한 공개 참수형을 당했다. 루이 16세의 배우자 마리 앙투아네트도 같은 해 10월 16일 향년 38세에 콩코드 광장에서 참수당했다.

## 가족 관계
왕비 마리 앙투아네트와의 사이에서 태어난 자녀들은 다음과 같다.
| 사진 | 이름                                | 생일             | 사망                   | 기타                                         |
| ---- | ----------------------------------- | ---------------- | ---------------------- | -------------------------------------------- |
|      | 마리 테레즈 드 프랑스 왕녀          | 1778년 12월 19일 | 1851년 10월 19일(72세) | 프랑스 임시 국왕 루이 19세의 왕비, 자녀 없음 |
|      | 루이 조제프 드 프랑스               | 1781년 10월 22일 | 1789년 6월 4일(7세)    | 요절.                                        |
|      | 루이 17세                           | 1785년 3월 27일  | 1795년 6월 8일(10세)   | 프랑스 임시 국왕. 요절.                      |
|      | 소피 엘렌 베아트리스 드 프랑스 왕녀 | 1786년 7월 9일   | 1787년 6월 19일        | 요절.                                        |